# Serge Nuques
Pas d'image ? Cliquez ici
Serge Nuques, né le 10 janvier 1971 à Saint-Palais (Pyrénées-Atlantiques), est un pilote de moto, connu pour son rôle de « Ze Chevalier » du Groland.

## Biographie
Il est nommé « Chevalier de Groland » en 2004 par le président Salengro.

## Palmarès
Hors route
- 1993 : Vice-champion du monde d'Enduro par équipe
- 1994 : Champion de France 125 d'inter Enduro
- 1998 : Podium Gilles Lalay Classic
- 1999 : Vainqueur challenge off road Eurosport

Sur route
- 2004 : Champion de France des Rallyes Routiers
- 2004 : Vainqueur du moto tour, Tour de France de moto
- 2005 : Champion de France des Rallyes Routiers
- 2005 : Vainqueur du Moto Tour, Tour de France de moto
- 2006 : Podium Stock Sport 24 Heures du Mans
- 2006 : Podium Bol d'or
- 2007 : Champion de France des Rallyes Routiers
- 2011 : Vainqueur du Tunisia Road Rally
- 2011 : Vainqueur du Scorpion Masters d'Alès
- 2012 : Vainqueur du Tunisia Rallye Tour

## Filmographie
- 2010 : Mammuth : Le motard sur l'eau.
- 2015 : Groland le gros métrage : Le flic à moto
- 2017 : Burn Out : doublure de François Civil - cascades à moto et pilotage sur circuit